# Custode del sigillo privato di Scozia

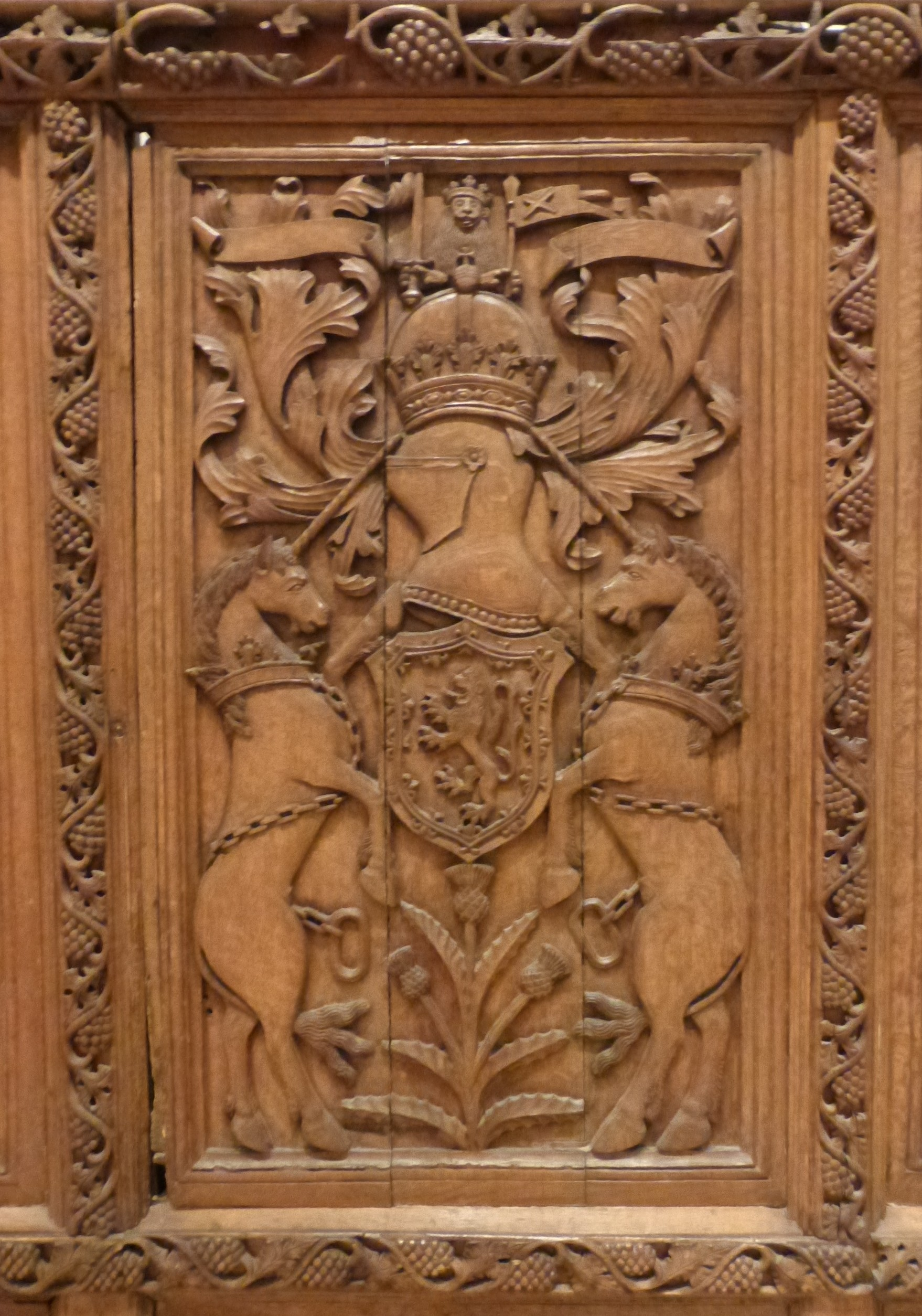
Stemma delle real armi scozzesi dal castello di St. Andrews, sede del cardinale David Beaton, custode del sigillo privato nel 1542.

L'ufficio di Custode del sigillo privato di Scozia (in inglese Keeper of the Privy Seal of Scotland), fu uno dei Grandi ufficiali dello Stato, compare per la prima volta durante il regno di Davide II di Scozia.
Successivamente all'Atto di Unione del 1707, il suo detentore fu normalmente un pari, come per il Custode del grande sigillo di Scozia.
L'ufficio è vacante sin dal 1922, dalla morte di Gavin, marchese di Breadalbane.
La sezione 3 dell'Atto sui pubblici uffici di Scozia del 1817 limitò lo stipendio annuo per il detentore di questo ufficio a 1.200 GBP.
Lo stipendio era versato al netto delle tasse caricate per gli strumenti di passaggio del sigillo privato, dopo che era stato pagato lo stipendio al vice-custode.

## Lista dei custodi del sigillo privato di Scozia
- 1371: sir John Lyon, lord di Glamis
- 1424: Walter Foote, prevosto di Bothwell
- 1426: John Cameron, prevosto di Lincluden, arcivescovo di Glasgow
- 1432: William Foulis, prevosto di Bothwell
- 1442: William Turnbull, canonico della cattedrale di Glasgow
- 1458: Thomas Spens, vescovo di Galloway (I)
- 1459: John Arouse
- 1463: James Lindsay, prevosto di Lincluden
- 1467: Thomas Spens, vescovo di Aberdeen (II)
- 1470: William Tulloch, vescovo di Orkney, poi di Moray
- 1482: Andrew Stewart, vescovo di Moray e fratellastro di Giacomo III di Scozia
- 1483: David Livingston, prevosto di Lincluden
- 1489: John, priore di St Andrews
- 1500: William Elphinstone, vescovo di Aberdeen
- 1507: Alexander Gordon, vescovo di Aberdeen
- 1514: David, abate di Arbroath
- 1519: George, abate di Holyrood
- 1526: George Crichton, vescovo di Dunkeld
- ????: Robert Colvill di Crawford
- 1542: David Beaton, abate di Arbroath, cardinale e arcivescovo di St Andrews
- 1542: John Hamilton, abate di Paisley, poi arcivescovo di St Andrews
- 1547: William Ruthven, II lord Ruthven
- 1533: Alexander Seton, I lord Fyvie
- 1563: Sir Richard Maitland di Lethington
- 1567: John Maitland, priore di Coldingham (I)
- 1571: George Buchanan
- 1581: John Maitland, priore di Coldingham (II)
- 1583: Walter Stewart, commendatore di Blantyre
- 1595: Sir Richard Cockburn di Clerkington
- 1626: Thomas Hamilton, I conte di Melrose, poi I conte di Haddington
- 1641: Robert Ker, I conte di Roxburghe
- 1649: John Gordon, XIV conte di Sutherland (nominato dal Parlamento)
- 1660: William Keith, VII conte maresciallo
- 1661: Charles Seton, II conte di Dunfermline
- 1672: John Murray, II conte di Atholl, poi I marchese di Atholl
- 1689: Archibald Douglas, I conte di Forfar
- 1689: John Keith, I conte di Kintore
- 1689: John Carmichael, II lord Carmichael
- 1690: George Melville, I conte di Melville
- 1695: James Douglas, II duca di Queensberry (I)
- 1702: John Murray, II marchese di Atholl, poi I duca di Atholl (I)
- 1705: James Douglas, II duca di Queensberry (II)
- 1709: James Graham, I duca di Montrose
- 1713: John Murray, I duca di Atholl (II)
- 1714: John Ker, I duca di Roxburghe
- 1715: William Johnston, I marchese di Annandale
- 1721: Archibald Campbell, I conte di Ilay
- 1733: James Murray, II duca di Atholl
- 1763: James Stuart-Mackenzie (I)
- 1765: Lord Frederick Campbell
- 1765: John Campbell, III conte di Breadalbane e Holland
- 1766: James Stuart-Mackenzie (II)
- 1800: Henry Dundas, poi I visconte Melville
- 1811: Robert Saunders Dundas, II visconte Melville
- 1851: titolo vacante
- 1853: Fox Maule Ramsay, II barone Panmure, poi XI conte di Dalhousie
- 1874: Schomberg Henry Kerr, IX marchese di Lothian
- 1900: Ronald Ruthven Leslie-Melville, XI conte di Leven
- 1907: Gavin Campbell, I marchese di Breadalbane
- 1922: titolo vacante